# فيجوة كبيرة الخيوط
فيجوة كبيرة الخيوط (الاسم العلمي:Acca macrostema) هي نوع من النباتات تتبع جنس الفيجوة من الفصيلة الآسية.